# Herr Ober!
Herr Ober! ist eine deutsche Filmkomödie von Gerhard Polt aus dem Jahr 1991, produziert von den Firmen Solaris Film und Vision Film.
Regie führten Gerhard Polt und Fred Unger. Der Film zieht Münchens Schickeria durch den Kakao und übt scharfe Kritik am Kulturbetrieb. Die Handlung endet im Gegensatz zu den vorhergehenden Filmen von Polt Kehraus und Man spricht deutsh unversöhnlich.
Das Werk hatte insgesamt 359.748 Besucher (FFA) und war damit weit weniger erfolgreich als der Film Man spricht deutsh, den 1988 2,15 Millionen Besucher sahen.

## Handlung
Das Ehepaar Held ist so unterschiedlich wie Tag und Nacht: Sie, Hotelbesitzerin, eine äußerst resolute, standesbewusste Dame mit Hang zum Sarkasmus; er, angeheiratet, ein hoffnungslos versponnener Romantiker – naiv, aber doch, wenn es darauf ankommt, mit einer Portion typisch bayerischer Hinterfotzigkeit.
Sie verbringt ihre Zeit gerne auch in einem Schönheitssalon; er beschäftigt sich gerne kreativ als Dichter, wobei sie seinen Dichtkünsten natürlich keinerlei Verständnis entgegenbringt. Die dringenden Geschäfte im Hotel werden derweil von Frau Helds „rechter Hand“, dem unterwürfig devoten Herrn Fuchs, wahrgenommen.
Ernst Held glaubt in der Besitzerin des Schönheitssalons, Camilla, eine Bewunderin seiner Dichtkunst gefunden zu haben; diese versucht jedoch, sich – Bewunderung heuchelnd – an ihn heranzumachen, um ihn letztendlich finanziell ausnützen zu können. Frau Held ahnt etwas und schickt Herrn Fuchs mit einer Videokamera aus, um die beiden zu bespitzeln, wobei genügend scheinbar kompromittierendes Material zusammenkommt.
Ernst Held trägt in der Wohnung von Camilla dieser seine Gedichte vor; sie, in verführerischen Dessous, versucht ihn nach allen Regeln der Kunst zu verführen. Auf die Frage, was er sich denn jetzt wünsche, antwortet er nach kurzem Zögern: „Einen Pfefferminztee!“ Völlig verzweifelt bereitet Camilla ihm das Gewünschte zu; aus Unachtsamkeit ergießt sich der Tee jedoch auf Ernsts Hose. Camilla bietet ihm an, die Hose zu reinigen, Ernst zieht seine Hose aus, und gleich darauf läutet es an der Eingangstür: Draußen stehen Frau Held und Herr Fuchs und drängen in die Wohnung. Frau Held lässt eine Schimpfkanonade los, nimmt ihrem Ehemann Autoschlüssel, -papiere und seine Barschaft ab und erklärt Camilla, sie könne ihn behalten. Ernst meint, nun bei Camilla einziehen und da in Ruhe dichten zu können; Camilla drückt dem nunmehr Mittellosen jedoch wutentbrannt seine Hose in die Hand und wirft ihn hinaus.
Ernst fährt mit dem Zug nach München. Beim Versuch, sich Geld aus dem Bankomaten abzuheben, wird seine Bankomatkarte eingezogen. Seinen Hunger stillt er, indem er im Feinkostgeschäft Dallmayr sich an Proben der dort zum Testen angebotenen Delikatessen vergreift und indem er im Augustiner Bräuhaus sich nur Englisch sprechenden Gästen als Dolmetscher anbiedert und diese für sich zahlen lässt. Eine Nacht verbringt er zusammen mit Pennern im Wartesaal des Münchner Hauptbahnhofes.
Beim Versuch, sich in einer kleinen Grünanlage die Blase zu entleeren, wird er von einer älteren Frau mit Hund aufgestöbert, empört zur Rede gestellt und zur Verrichtung seines Geschäftes auf die nahegelegene Speisegaststätte „Zum goldenen Löffel“ verwiesen. Beim Versuch, die Wirtschaft hastig wieder zu verlassen, stößt er dort mit der Kellnerin zusammen – deren Tablett mit den Speisen fällt zu Boden, und Ernsts Sakko ist mit Sauerkraut bekleckert. Die Kellnerin quittiert umgehend laut schimpfend den Dienst; der Inhaberin des Lokals, Agnes Prochaska, ist das Vorkommnis sehr peinlich, und sie lässt Ernsts Sakko in die Reinigung bringen. Es kann ihm erst am nächsten Tag wieder zurückgegeben werden; so bleibt er über Nacht und wird von Agnes, in die sich Ernst ein bisschen verliebt, am Dachboden untergebracht. Inzwischen hat er sich jedoch mit den Stammgästen des Lokals angefreundet, und da ja die Kellnerin gerade gekündigt hat, bleibt er vorläufig als Aushilfe, als „Herr Ober“, im Goldenen Löffel.
Agnes hat finanzielle Probleme und Ärger mit der Lebensmittelpolizei, die ihr große Auflagen macht. Da kommt es gerade recht, dass eine Gruppe Reporter einer Tageszeitung das Lokal stürmt und für den Wettbewerb „Münchens urigste Kneipe“ etliche Fotos schießt. Als erster Preis winkt unter anderem eine komplette neue Kücheneinrichtung.
Auf einem der Fotos, die am nächsten Tag in der Zeitung zu sehen sind, erkennt Frau Held ihren Gatten und ist empört. Sie hat überdies gerade eine Rechnung über Bücher bekommen, die sich ihr Gatte hat drucken lassen, und da sie ja jetzt seinen Aufenthaltsort weiß, lässt sie ihm diese dorthin nachsenden, und zur Bezahlung der nicht unerheblichen Kosten von 18.000 DM hetzt sie ihm obendrein noch den Gerichtsvollzieher auf den Hals.
Ernst versucht inzwischen neben seiner Tätigkeit als Ober seine Gedichte zu verkaufen und wird dabei von einem Verlag auf zynische Art und Weise abgefertigt. Ähnlich scheint es ihm beim Bayerischen Fernsehen zu ergehen, da jedoch glaubt ein Verantwortlicher schließlich doch, in ihm ein „Urvieh“ zu erkennen, und so wird er für eine Fernsehshow engagiert, in der Menschen ihre literarischen Ergüsse vortragen. Um sich darauf vorzubereiten, belegt er einen Rhetorikkurs und borgt sich dafür DM 300.-- von seiner Chefin. Ernst gewinnt den Wettbewerb überlegen. Das Preisgeld von DM 3.000.-- wird ihm umgehend vom Gerichtsvollzieher abgenommen. Bei der anschließenden Feier mit den Fernseh- und Presseleuten in einem Schicki-Micki-Restaurant wird beschlossen, Ernst für einen Vortrag vor Intellektuellen zu engagieren. Er sagt zu und entwirft seine Rede. Unmittelbar vor seinem Auftritt wird ihm jedoch von den Veranstaltern ein von diesen vorbereiteter Text in die Hand gedrückt. Darauf kostümiert er eine Puppe mit den ihm für diesen Auftritt zugedachten Kleidern, schiebt die Puppe auf die Bühne und macht sich aus dem Staub.
Als Ernst zurück in die Wirtschaft „Zum Goldenen Löffel“ kommt, muss er feststellen, dass diese den Wettbewerb als „urigste Kneipe“ gewonnen hat. Zu seinem Entsetzen treibt sich dort jetzt die gleiche Schickeria herum wie bei seiner Siegesfeier und seinem geplatzten Vortrag. Agnes meint, sie hätte keine andere Chance, da sie es sonst finanziell nie schaffen könnte. Und es bliebe doch alles beim Alten, die Stammgäste dürften ja alle bleiben. Ernst ist enttäuscht und will gehen. Zu allem Überfluss kommt noch seine Gattin samt Herrn Fuchs. Sie hat seinen Auftritt im Fernsehen mitverfolgt, und da ihr Gatte ja jetzt berühmt ist, will sie ihn zurückhaben. Ernst nimmt Autoschlüssel und -papiere in Empfang und schickt seine Frau mit 300 Mark ins Lokal zu Agnes. Er schiebt Herrn Fuchs beiseite und fährt alleine mit dem Auto fort.

## Ort der Handlung
Die Komödie spielt im Gasthaus Hohenwart im Münchner Stadtteil Giesing und nicht im mondänen Schwabing, der eigentlichen Heimat der Schickeria. Giesing ist dazu eher der Gegenentwurf und als Glasscherbenviertel bekannt, in unmittelbarer Nähe vom Geburtshaus von Franz Beckenbauer und der Heimat vom TSV 1860 München. Die ehemalige Wirtin Erna Sigmund hatte eine kleine Komparsenrolle. Die Gaststätte hat nach dem Film und mehreren Pächterwechseln leider auch ihren Charakter und sein Publikum verändert.

## Kritiken
„Eine zähflüssig inszenierte Komödie um einen gemütvollen ‚Narren‘ in einer Welt der Selbstdarsteller und Karrieristen. Die satirischen Spitzen gegen das Fernsehen und die Kultur-"Schickeria" bleiben ebenso stumpf wie die Dichtkunst der Hauptfigur.“

„Polt bleibt ganz auf Distanz, er macht ein Kino der Kontemplation, aber die Tendenz zur eindeutigen Satire macht seinen Film steril und öde, es fehlt ihm jenes zwiespältige, anarchische Moment, mit dem Achternbusch seine Umwelt durcheinanderwirbelt. Nur einen winzigen Augenblick ahnt man, wie dieser Film eigentlich hätte werden können: Da sitzt Polt einsam im schattigen Biergarten, aber die Idylle ist tot, das Bild ist schwarz. Das Laub der Bäume hat das Sonnenlicht geschluckt. Mit diesem Bild im Hinterkopf werden wir weiter warten, auf den ersten wirklichen bayerischen film noir.“

„Ein bißl weißblaue Gemütlichkeit mit einem Schuß Kritik an der Kulturschickeria, immer haarscharf am Ziel vorbei. Polts Humor stapft breit und behäbig daher, und die seufzende Quintessenz lautet, daß es immer weniger urige, bescheidene Bierdimpfel gibt, auch in Bayern. Dafür werden Polts Filme immer bescheidener.“